# زنغ بو
زنغ بو (بالصينية: 曾波) هو دراج صيني، ولد في 12 سبتمبر 1965.

## وصلات خارجية
- زنغ بو على موقع أوليمبيديا (الإنجليزية)